# Werner Marginet
Werner Marginet (Geraardsbergen, 15 maart 1962) is een voormalig Belgisch Vlaams-nationalistisch politicus voor het Vlaams Blok en diens opvolger Vlaams Belang.

## Levensloop
Marginet behaalde in 1984 het diploma van onderwijzer aan de Rijksnormaalschool van Sint-Niklaas. Hij werkte van 1986 tot 1989 als bediende, was vanaf 1989 leerkracht en ging nadien als parlementair medewerker aan de slag voor het toenmalige Vlaams Blok. Hij vertegenwoordigde deze partij van 1999 tot 2004 in de raad van bestuur van de VRT.
Hij kwam als scholier in 1980 in contact met Filip Dewinter, de stichter van de Vlaamse Scholieren Actie Groep (VSAG), en richtte datzelfde jaar twee afdelingen op in Geraardsbergen en De Haan. Marginet was eveneens oprichter van NSJV Vlaamse Kust en NSV Westland en was van beide afdelingen praeses: bij NSJV Vlaamse Kust van 1981 tot 1983 en bij NSV Westland van 1982 tot 1984. Daarnaast was hij van 1983 tot 1985 nationaal secretaris van de Nationalistische Studentenvereniging (NSV). In februari 1987 was hij medestichter van Vlaams Blok Jongeren, waarvan hij tot 1990 de eerste nationaal secretaris was.
Voor het Vlaams Blok werd Marginet in 1991 provincieraadslid van Oost-Vlaanderen en bleef dit tot in 2004. Als gewezen ondervoorzitter van de Oost-Vlaamse provincieraad en als lid van het Vast Bureau, werd hem de titel van ere-provincieraadslid verleend. 
Van 1994 tot 2016 was hij ook gemeenteraadslid van Lokeren. Hij was er de volledige periode fractievoorzitter.
Bij de derde rechtstreekse Vlaamse verkiezingen van 13 juni 2004 werd hij verkozen in de kieskring Oost-Vlaanderen. Hij bleef Vlaams Parlementslid tot juni 2009. Hij was er ondervoorzitter van de commissie Cultuur, Jeugd, Sport en Media en lid van de commissie Onderwijs, Vorming, Wetenschapsbeleid en Innovatie.
In 2016 verliet Werner Marginet de politiek om zich als wijnboer in de Moezelstreek te vestigen. In 2019 besloot hij met een eigen onafhankelijke lijst "Wählerliste Marginet" op te komen in zijn nieuwe thuis, Wintrich, een wijndorp aan de Duitse Moezel. Hij werd er in de gemeenteraad verkozen en zijn lijst kwam er meteen als tweede sterkste formatie uit. 
In 2002 was hij de auteur van het kinderboek De Leeuw van Vlaanderen.
Gerelateerde onderwerpen: Partijprogramma · 70-puntenplan · Cordon sanitaire · Racismeklacht